# Xylopia aurantiiodora
Xylopia aurantiiodora este o specie de plante angiosperme din genul Xylopia, familia Annonaceae, descrisă de De Wild. și Théophile Alexis Durand. Conform Catalogue of Life specia Xylopia aurantiiodora nu are subspecii cunoscute.